# Haloban
Haloban is een bestuurslaag in het regentschap Aceh Singkil van de provincie Atjeh, Indonesië. Haloban telt 830 inwoners (volkstelling 2010).
Haloban ligt, samen met de dorpen Asantola en Ujung Sialit op het grootste eiland Tuangku (206 km²) van de Banyakeilanden.